# Banyuurip (Sambung Macan)
Banyuurip is een bestuurslaag in het regentschap Sragen van de provincie Midden-Java, Indonesië. Banyuurip telt 3355 inwoners (volkstelling 2010).